# Ribera d'Urgellet
Ribera d'Urgellet est une commune de la comarque de l'Alt Urgell dans la province de Lleida en Catalogne (Espagne).

## Géographie
L'aéroport Andorre–La Seu d'Urgell, partagé avec la commune de Montferrer i Castellbò, s'y trouve avec une liaison régulière vers Madrid.